# Wierchozim (wieś w rejonie kuźnieckim)
Wierchozim (ros. Верхозим) – wieś (sieło) w Rosji, w obwodzie penzeńskim, w rejonie kuźnieckim. W 2010 liczyła 128 mieszkańców.